# Bitwa o Kinszasę
Bitwa o Kinszasę – starcie zbrojne, które miało miejsce w roku 1997 w trakcie I wojny domowej w Kongu.
W kwietniu 1997 r. po opanowaniu prowincji Szaba, oddziały partyzantów ADFL (Sojusz Sił Demokratycznych na rzecz Wyzwolenia Konga-Zairu) rozpoczęły ofensywę na stolicę kraju Kinszasę. 10 kwietnia zajęto stolicę prowincji Kasai Zachodnie – Kanangę nie napotykając oporu sił FAZ (Zairskie siły zbrojne). W międzyczasie zajęto opuszczoną przez przeciwnika i splądrowaną stolicę prowincji Kasai Wschodnie – Mbuji. Po zajęciu obu prowincji front zbliżył się do zajętej przez wojska rządowe Kinszasy. Rozpoczęły się przygotowania do ataku, oddziały partyzanckie zasilali liczni ochotnicy oraz armia Angoli (1 500 żołnierzy). W kierunku miasta podciągano transportery opancerzone oraz działa artyleryjskie.
Tymczasem strona rządowa przygotowywała się do obrony stolicy, werbując m.in. 5000 angolskich partyzantów z UNITA oraz 80 najemników francuskich. 29 kwietnia wojska rządowe zmuszone zostały do opuszczenia miasta Kikwit – głównego punktu oporu sił rządowych na drodze do Kinszasy. Zacięte walki wybuchły o położone 200 km od Kinszasy miasto Kenge. Ostatecznie wojska rządowe opuściły stanowiska w tym mieście. 7 maja rozpoczęło się natarcie w kierunku lotniska Ndjili, 25 km od stolicy. Atakujące Kinszasę siły wojsk sojuszu liczyły w tym momencie 12 000 żołnierzy.
9 maja po załamaniu się rozmów pokojowych pomiędzy Mobutu i Kabilą partyzanci wznowili działania wojenne. Po 13 maja partyzanci zajęli ważne strategicznie punkty wokół stolicy. W mieście Mbandaka oddziały ADFL wsparte siłami rwandyjskimi dokonały masakry uchodźców na drodze na lotnisko. 15 maja Mobutu pod naciskiem swoich generałów, tracąc poparcie wojska zrzekł się władzy w Zairze i opuścił Kinszasę. Dwa dni później uzyskał azyl polityczny w Maroku. Po wyjeździe Mobutu, większość dowódców armii złożyło broń i zbiegło do miasta Brazzaville. 17 maja partyzanci po krótkich walkach wkroczyli do stolicy, witani entuzjastycznie przez mieszkańców. Przez kolejne kilka dni trwały niewielkie potyczki z resztkami armii rządowej. W połowie maja partyzanci opanowali sytuację w całym kraju a dyktatura Mobutu zakończyła się.